# Acrei Köztársaság

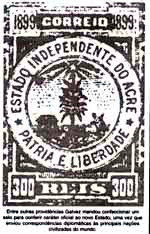
Az acrei kormány által kibocsátott bélyeg 1899-ből.

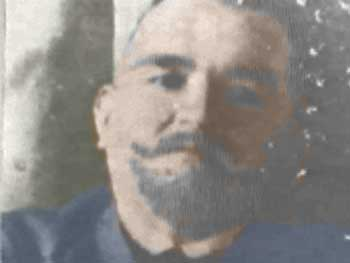
Az államalapító Luis Gálvez.

Az Acrei Köztársaság (spanyolul: República del Acre, portugálul: República do Acre) vagy Független Acrei Állam (spanyolul: Estado Independiente del Acre, portugálul: Estado Independente do Acre) a Bolíviából kivált északkeleti területen, a mai Acre szövetségi állam térségében létrejött történelmi köztársaság, amely 1899 és 1903 között állt fenn. Az önállóságot a szomszédos Brazíliából jövő ösztönzésre mondta ki, majd a petrópolisi szerződés értelmében a brazilok annektálták. A volt köztársaság ma egyike a brazil szövetségi államoknak. Az amerikai sajtóban az államalakulatot, az ott zajló jelentős gumikitermelésre utalva Rubber Republic-nak (Gumi Köztársaság) nevezték.

## Előzmények
A Kolumbusz előtti időkben panó indiánok lakták a területet. A spanyol gyarmatosítás csak a 18. században érte el. A hódítók a térséget a perui alkirálysághoz csatolták. A bolíviai függetlenségi háború során a terület Bolíviához került, pontosabban a Peru-Bolívia Konföderáció részét képezte 1839-ig (melyen belül Észak- és Dél-Peru autonóm köztársaságok között oszlott meg). Az államszervezet megszűnése után Acre bolíviai ellenőrzésűvé vált.
A terület egész addig gyéren lakott és kevésbé jelentős régiónak számított, amíg gumifákat nem fedeztek fel az itteni őserdőkben. Megkezdődött a gumitermelés és ezzel együtt a bevándorlás Európából, de legfőképp Brazíliából az 1860-as évek-ben. Idővel a lakosság zöme brazil származású és portugál anyanyelvű lett.
Bár az Acre hovatartozását illető kérdést a jelentős portugál nyelvű lakosság nagy száma ellenére elvileg a két állam rendezte az 1867-es ayacuchói szerződésben, melynek értelmében a térség Bolívia része maradt, de a bevándorlás folytatódott és 1877-re már csakis brazil bevándorlók voltak elsöprő többségben.

## A köztársaság létrehozása és fennállása

### A Gálvez-expedíció
Brazil támogatással 1899-ben egy Spanyolországból származó újságíró Luis Gálvez Rodríguez de Arias fegyveres expedíciót szervezett Acre területére. A cél Acre elszakítása volt Bolíviától. Gálvez a José Martí-féle kubai függetlenségi háború veteránjaiból verbuvált csapatot. Akcióját szándékosan indította július 14-én, mivel akkor volt a nagy francia forradalom kitörésének és a Bastille ostromának évfordulója. Gálvez bevette Puerto Alonso városát, a terület székhelyét és kikiáltotta az Acrei Köztársaságot, melynek elnökévé nevezte ki magát. A várost Cidado do Acré-vá nevezte és állama fővárosának tette meg.
Gálvez félévig vezette Acrét, amikor egy helyi gumitermesztő Antônio de Sousa Braga puccsot hajtott végre ellene, bár Gálvez egy hónapra rá visszanyerte hatalmát.
Mivel az akciót kizárólag a brazil Amazonas szövetségi állam finanszírozta, ezért a központi brazil kormány küldött csapatokat (köztük négy hadihajót) Gálvez ellen. Gálvez 1900. március 11-én megadta magát a brazil flotta különítményének Caquetá mellett. Ezt követően letartóztatták és Spanyolországba száműzték, Acrét pedig visszaszolgáltatták Bolíviának.

### A Carvalho-mozgalom
Acre portugál nyelvű lakosságát felháborította mind a brazil lépés, mind az újbóli bolíviai uralom, mivel addigra már szimpatizálni kezdtek a függetlenség gondolatával. Nyolc hónappal Gálvez eltávolítását követően 1900. novemberében Rodrigo de Carvalho vezetésével restaurálták a köztársaságot, de ezt a mozgalmat a bolíviai hadsereg számolta fel.

### A Castro-mozgalom
1903-ban harmadszor lángolt fel az acrei elszakadási mozgalom, amelynek élére egy veterán brazil katona, José Plácido de Castro állt. Az újbóli mozgolódás oka a bolíviai kormány új bérbeadási tervezete volt, ami elégedetlenséget szült a helyi gumitermelők között. Castro már jól ismerte a térséget, ugyanis 1899 óta földmérőként dolgozott Acréban. Hajón titokban fegyvereket csempészett be és színlelt látogatást tett Acre spanyol nyelvű kormányzójánál, Lino Romerónál, hogy informálódjon a bolíviaiak erejéről. Acre déli felén megnyerte a függetlenség ügyének a helyi gumitermelőket és az egyszerű lakosokat, majd Puerto Alonsót megkerülve (nehogy a bolíviaiakba fusson) visszatért Brazíliába, ahol megszervezte a harc katonai irányító szervezetét és megfogalmazták a függetlenségi háború programját.
Castro 33 fős csapatával 1902. augusztus 6-án álmukban lepte meg a Xapuri erősségét védő bolíviaiakat és vér nélkül megadásra kényszerítette őket. Az acrei háborúban a vaskezű Castro irányítása mellett a függetlenségi mozgalomnak harmincezer fős fegyelmezett hadserege lett (a helyi felkelőkön túl külső önkéntesek is csatlakoztak szép számmal), amely legyőzte a bolíviai csapatokat. Castro sikeréhez nagyban hozzájárult a helyi lakosság által nyújtott teljeskörű támogatás, így utánpótlást tudott biztosítani csapatainak. 1903. január 27-én harmadszorra is megalakult az Acrei Köztársaság.

### Acre bekebelezése Brazíliába
Francisco de Paula Rodrigues Alves brazil elnök katonaságot küldött Acre északi részébe Olímpio da Silveira tábornok vezetésével, hogy leváltsák Castrót. Castro nem ellenállt, sőt átadta a hatalmat Joaquim Vítor da Silva ezredesnek és maga utazott Rio de Janeiróba, ahol részletesen beszámolt mindenről. Bár nem voltak illúzió, mert számolt azon eshetőséggel, hogy Brazília továbbra sem akarja magához csatolni Acrét, így abban az esetben Castro a független Acrei Köztársaság fenntartása mellett állt volna ki.
Az acrei kérdés rendezését Brazília és Bolívia között a kitűnő diplomata báró José Maria da Silva Paranhos vezette, aki jelentős mértékben támaszkodott Castro beszámolóira. Ő hozta tető alá a petrópolisi szerződést, amelyet 1903. november 11-én írtak alá a felek. Brazília Acréét cserébe kisebb területeket adott át Bolíviának Mato Grossóból, továbbá fizetett mintegy kétmillió font sterlinget és vállalta egy Rondônia területén áthaladó vasútvonal kiépítését, amely jelentős segítséget nyújtott Bolíviának az addig elszigeteltségből való kitöréshez, amihez korábbi jelentős területi veszteségei is hozzájárultak.
Acre 1904. február 25-én hivatalosan is brazil szövetségi állammá vált. Négy évvel az egyesülést követően José Plácido de Castrót az üzleti ellenségévé vált da Silva ezredes megölte.

## Kulturális vonatkozások
Márcio Souza brazil író 1976-ban regényt írt a köztársaság fennállásáról Galvez – Imperador do Acre címmel.

## Galéria

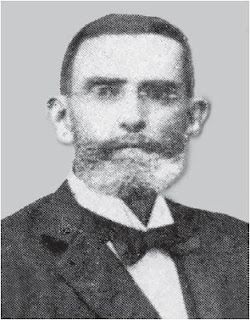
Acre második államfője Antônio de Sousa Braga
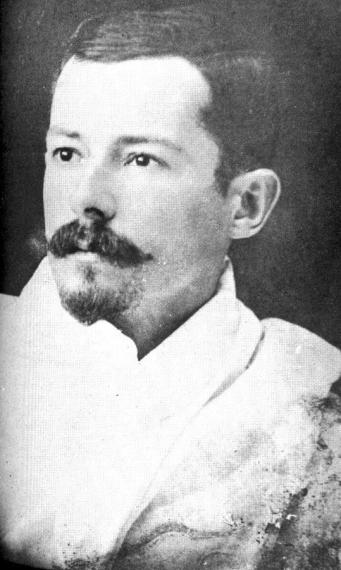
Az egyesülést véghez vivő José Plácido de Castro
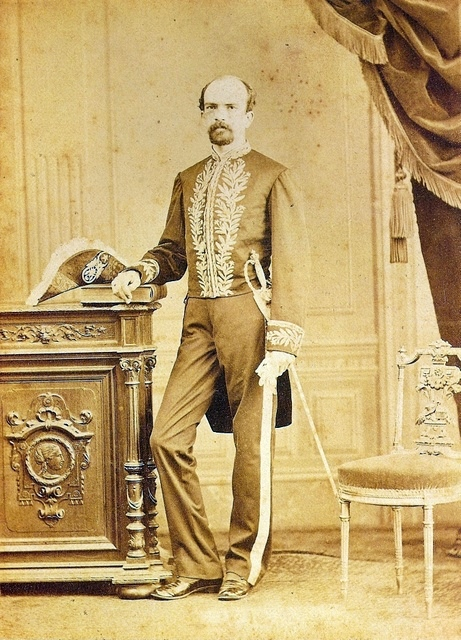
José Maria da Silva Paranhos báró
A rondôniai vasútépítés, néhány évvel Acre csatlakozása után